# ری کونی
ری کونی (انگلیسی: Ray Cooney؛ زادهٔ ۳۰ مهٔ ۱۹۳۲) نمایشنامه‌نویس و بازیگر اهل انگلستان است.
از فیلم‌ها یا مجموعه‌های تلویزیونی که وی در آن‌ها نقش داشته‌است، می‌توان به نورمن اشاره نمود.
وی همچنین برندهٔ جوایزی همچون جایزه لارنس الیویه شده‌است.